# Комаровка (Винницкая область)
Комаро́вка (укр. Комарівка) — село на Украине, находится в Тепликском районе Винницкой области.
Код КОАТУУ — 0523783001. Население по переписи 2001 года составляет 535 человек. Почтовый индекс — 23812. Телефонный код — 3453.
Занимает площадь 0,292 км².

## Адрес местного совета
23812, Винницкая область, Теплицкий р-н, с. Комаровка, ул. Октябрьская, 41